# Nationalisation des chemins de fer
 (novembre 2021).
Si vous disposez d'ouvrages ou d'articles de référence ou si vous connaissez des sites web de qualité traitant du thème abordé ici, merci de compléter l'article en donnant les références utiles à sa vérifiabilité et en les liant à la section « Notes et références ».
La nationalisation des chemins de fer est une décision politique consistant à racheter à leurs propriétaires privés, en majeure partie ou en totalité, les actifs ferroviaires (voies, matériel roulant, etc.) pour en faire une propriété publique. De nombreux pays ont, à une époque ou une autre, nationalisé tout ou partie de leur système ferroviaire.
Depuis la fin du XXe siècle, la tendance internationale est d’aller vers la privatisation des réseaux ferrés. Dans certains pays, notamment la Grande-Bretagne, les problèmes de maintenance ont conduit à revenir à une solution mixte avec une nationalisation de l'infrastructure et une privatisation de l’exploitation.
Les particularités nationales ont joué un grand rôle dans la manière dont se sont développés les réseaux ferrés. Certains chemins de fer nationaux ont toujours été sous contrôle de l'État, tandis qu’ailleurs l’État a géré la planification mais confié le développement, la mise en œuvre et l’exploitation à des compagnies privées ; c’est le cas de la France. Enfin, d’autres réseaux ont été entièrement décidés, construits et gérés par des entrepreneurs privés, l’État n’intervenant que marginalement pour réguler et standardiser le secteur ; c’est le cas de la Grande-Bretagne, de l’Irlande ou de l’Espagne. De ce fait, la nationalisation des voies ferrées n’a pas partout représenté le même effort à fournir et a pu être plus ou moins controversé selon les circonstances ; parmi les facteurs décisifs ayant amené un contrôle étatique, l’idéologie a pu jouer un rôle, de même que le besoin de reconstruire des infrastructures ruinées par la guerre.